# 波波鎮區 (伊利諾伊州迪卡爾布縣)
波波鎮區（英語：Paw Paw Township）是位於美國伊利諾伊州迪卡爾布縣的一個行政鎮區。

## 地方資料
根據2010年美國人口普查的數據，波波鎮區的面積為97.80平方千米，當中陸地面積為97.20平方千米，而水域面積為0.60平方千米。當地共有人口334人，而人口密度為每平方千米3.42人。